# Эж-Юрист
Российская правовая газета «ЭЖ-ЮРИСТ» — выходит еженедельно с 1998 года, распространяется в 83 регионах Российской Федерации.  Первый издатель — Издательский дом «Экономическая газета». По заявлению Юрия Якутина, научного руководителя издательского дома «Экономическая газета», является «единственной федеральной правовой газетой Российской Федерации».
Освещает новости законодательства, практику применения законов и нормативных актов, судебную практику по различным отраслям права. 

## История
С момента создания газета была рассчитана на исключительно профессиональную аудиторию: юрисконсультов, судей, адвокатов и нотариусов.
Осенью 2010 года издание из-за конфликта с учредителем газеты покинул весь (кроме одного человека) коллектив редакции.
С 2011 года в газете публикуются статьи как для юристов, так и для более широкого круга людей, сталкивающихся в бизнесе и повседневной жизни с  юридическими задачами и вынужденных их решать, но не имеющих к этому специальной подготовки.
К газете выпускались приложения:
- «Кадровый практикум» - еженедельное
- «Юридическая консультация» - ежемесячное
- «Профессия — юрист» - ежемесячное

С февраля 2011 года в редакции работает консультационный центр, проводятся тематические семинары по актуальным вопросам правоприменения. С 1 июля 2011 года запущена электронная версия газеты.
С июня 2019 года издателем газеты является ООО "Экономикс Медиа". Газета изменилась внешне и по содержанию, но сохранила изначальную концепцию и ориентированность на профессиональную юридическую аудиторию. В настоящий момент выходит в качестве юридического приложения газеты Экономика и жизнь.

## Авторы газеты
В подготовке статей принимают участие известные учёные и практические работники в области различных отраслей права, например: судья Высшего арбитражного суда РФ Д. И. Дедов, судья в отставке Верховного суда РФ Н. А. Колоколов, специалисты Высшего арбитражного и Верховного судов РФ, Конституционного суда РФ, Министерства юстиции РФ, иных министерств и ведомств.

## Основные рубрики
- Тема номера
- Актуальный комментарий
- Новости/комментарии
- Законопроекты
- Гражданское право
- Трудовое право
- Арбитражный процесс
- Из зала суда
- Гость номера
- Ваш личный адвокат
- В помощь кадровику
- По письмам читателей
- Школа предпринимательства